# Ses Salines
Ses Salines (em catalão e oficialmente; em castelhano: Las Salinas) é um município da Espanha na ilha de Maiorca, província e comunidade autónoma das Ilhas Baleares. Tem 39,1 km² de área e em 2021 tinha 5 010 habitantes (densidade: 128,1 hab./km²).

## Demografia
| Variação demográfica do município entre 1991 e 2004 [carece de fontes?] | Variação demográfica do município entre 1991 e 2004 [carece de fontes?] | Variação demográfica do município entre 1991 e 2004 [carece de fontes?] | Variação demográfica do município entre 1991 e 2004 [carece de fontes?] |
| ----------------------------------------------------------------------- | ----------------------------------------------------------------------- | ----------------------------------------------------------------------- | ----------------------------------------------------------------------- |
| 1991                                                                    | 1996                                                                    | 2001                                                                    | 2004                                                                    |
| 3009                                                                    | 3009                                                                    | 3389                                                                    | 4151                                                                    |